# Дмитрук Наталія Андріївна
Дмитрук Наталія Андріївна — українська сурдоперекладачка, працювала на українському державному телебаченні. 
Напередодні Помаранчевої революції відмовилася перекладати офіційний текст під час прямої трансляції 24 листопада 2004 року, під час якої Віктора Януковича оголошено переможцем президентських виборів. У випуску новин Першого Національного «Вісті» — єдиної інформаційної програми на українському телебаченні, адаптованої для глухих, що виходила із сурдоперекладом,— Наталя Дмитрук проігнорувала текст головної ведучої Тетяни Кравченко про підсумки виборів, оприлюднених Центральною виборчою комісією. Замість нього Дмитрук передала своїм глядачам наступний текст: «Результати Центральної виборчої комісії сфальсифікували. Не вірте. Наш президент — Ющенко. Мені шкода, що досі мені доводилося перекладати неправду. Більше такого не робитиму. Не знаю, чи побачимося». Після випуску «Вістей» Наталя приєдналася до страйку, організованого журналістами цієї програми.
29 листопада 2005 року Указом Президента України №1669/2005 за вірність ідеалам демократії, громадянську мужність і професійну самовідданість у відстоюванні свободи слова, виявлені під час Помаранчевої революції Наталію Дмитрук нагороджено орденом «За мужність» III ступеня.
З 2005 року залишила Перший Національний та почала працювати на телеканалі 1+1 перекладачем новин ТСН.
Нині, з грудня 2018 року, працює на телеканалі Прямий перекладачем щоденних ефірів.